# Olympische Sommerspiele 1904/Teilnehmer (Australien)
| Gelbes Symbol für Goldmedaillen mit stilisierten Olympischen Ringen | Graues Symbol für Silbermedaillen mit stilisierten Olympischen Ringen | Braundes Symbol für Bronzemedaillen mit stilisierten Olympischen Ringen |
| ------------------------------------------------------------------- | --------------------------------------------------------------------- | ----------------------------------------------------------------------- |
| —                                                                   | 3                                                                     | 1                                                                       |

Drei Athleten aus Australien nahmen an den Olympischen Sommerspielen 1904  in St. Louis, USA, teil. Obwohl es die dritten Spiele waren, an denen Sportler aus Australien teilnahmen, waren es die ersten, bei denen sie Australien als selbständigen Staat repräsentierten, nachdem dieser sich 1901 unabhängig erklärt hatte.

## Medaillen

### Medaillenspiegel
| Rang   | Sportart  | Gold | Silber | Bronze | Gesamt |
| ------ | --------- | ---- | ------ | ------ | ------ |
| 1      | Schwimmen | –    | 3      | 1      | 4      |
| Gesamt | Gesamt    | 0    | 3      | 1      | 4      |

### Medaillengewinner
| Name/n         | Sportart  | Wettkampf          |
| -------------- | --------- | ------------------ |
| Silber         |           |                    |
| Francis Gailey | Schwimmen | 220 Yards Freistil |
| Francis Gailey | Schwimmen | 440 Yards Freistil |
| Francis Gailey | Schwimmen | 880 Yards Freistil |
| Bronze         |           |                    |
| Francis Gailey | Schwimmen | 1 Meile Freistil   |

## Teilnehmer nach Sportarten

### Leichtathletik
- Corrie Gardner
110 Meter Hürden: 5.–7. Platz
Weitsprung: 7.–10. Platz

- Leslie Mitchell MacPherson
110 Meter Hürden: 5.–7. Platz
Weitsprung: 7. 10. Platz

### Schwimmen
| Athleten       | Wettbewerb         | Zeit        | Rang   |
| -------------- | ------------------ | ----------- | ------ |
| Männer         |                    |             |        |
| Francis Gailey | 220 Yards Freistil | 2:46,0 min  | Silber |
| Francis Gailey | 440 Yards Freistil | 6:22,0 min  | Silber |
| Francis Gailey | 880 Yards Freistil | 13:23,4 min | Silber |
| Francis Gailey | 1 Meile Freistil   | 28:54,0 min | Bronze |